# Vieux-Viel
Pour les articles homonymes, voir Viel.
Vieux-Viel est une commune française située dans le département d'Ille-et-Vilaine, en région Bretagne, peuplée de 328 habitants.

## Géographie

### Communes limitrophes
|                | Pleine-Fougères     |                              |
| Trans-la-Forêt | Vieux-Viel          | Sougéal                      |
|                | Bazouges-la-Pérouse | La Fontenelle (Val-Couesnon) |

### Hydrographie
Pour un article plus général, voir Réseau hydrographique d'Ille-et-Vilaine.
La commune est située dans le bassin Loire-Bretagne. Elle est drainée par le ruisseau de Tréhel, le ruisseau du Petit hermitage,,.

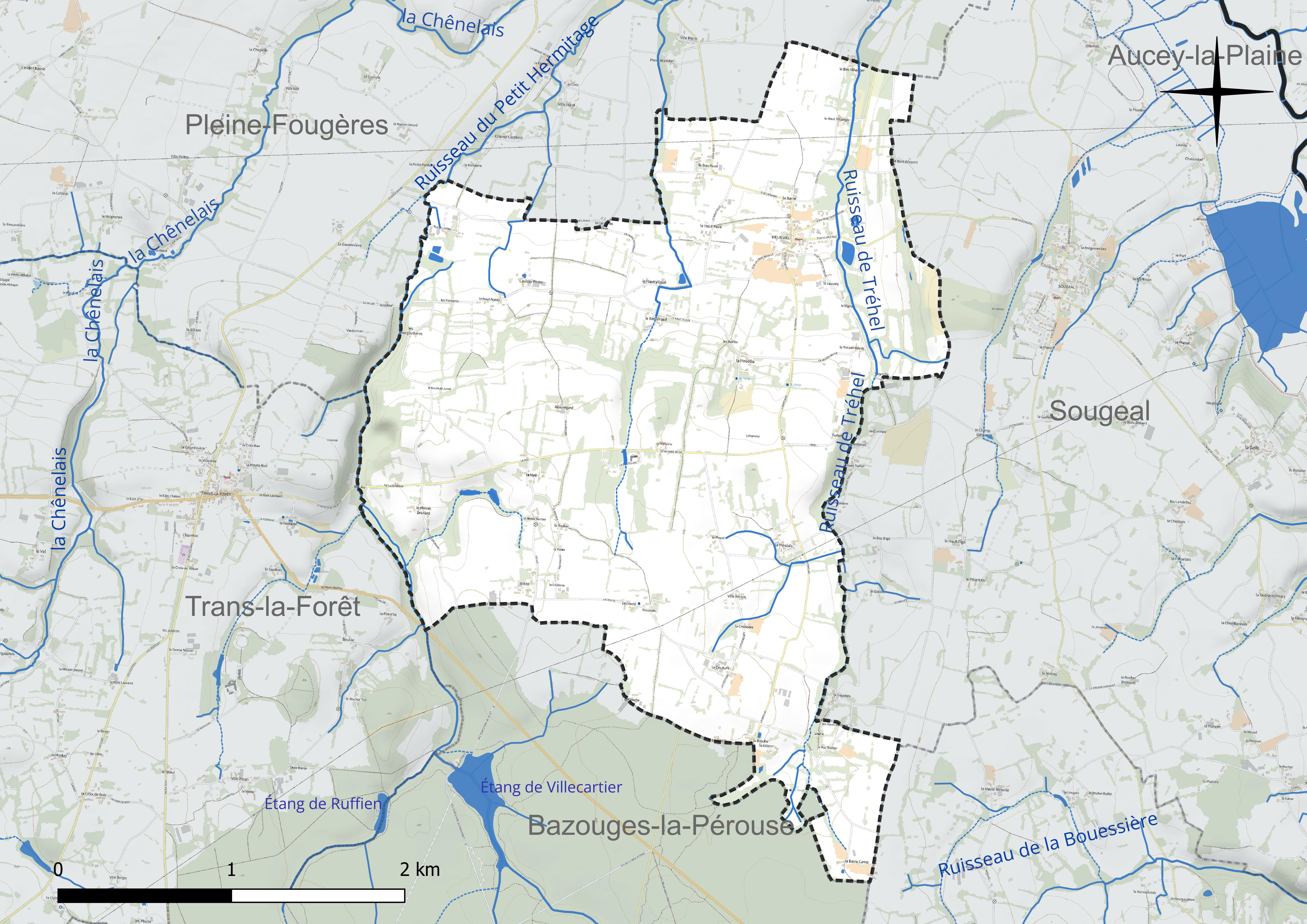
Réseau hydrographique de Vieux-Viel.

### Climat
Pour des articles plus généraux, voir Climat de la Bretagne et Climat d'Ille-et-Vilaine.
En 2010, le climat de la commune est de type climat océanique franc, selon une étude du CNRS s'appuyant sur une série de données couvrant la période 1971-2000. En 2020, Météo-France publie une typologie des climats de la France métropolitaine dans laquelle la commune est exposée à un climat océanique et est dans la région climatique  Bretagne orientale et méridionale, Pays nantais, Vendée, caractérisée par une faible pluviométrie en été et une bonne insolation. Parallèlement l'observatoire de l'environnement en Bretagne publie en 2020 un zonage climatique de la région Bretagne, s'appuyant sur des données de Météo-France de 2009. La commune est, selon ce zonage, dans la zone « Intérieur Est », avec des hivers frais, des étés chauds et des pluies modérées.  
Pour la période 1971-2000, la température annuelle moyenne est de 11,3 °C, avec une amplitude thermique annuelle de 12,1 °C. Le cumul annuel moyen de précipitations est de 876 mm, avec 12,8 jours de précipitations en janvier et 8,2 jours en juillet. Pour la période 1991-2020, la température moyenne annuelle observée sur la station météorologique la plus proche, située sur la commune de Pontorson à 6 km à vol d'oiseau, est de 11,9 °C et le cumul annuel moyen de précipitations est de 821,3 mm,. Pour l'avenir, les paramètres climatiques de la commune estimés pour 2050 selon différents scénarios d'émission de gaz à effet de serre sont consultables sur un site dédié publié par Météo-France en novembre 2022.

## Urbanisme

### Typologie
Au 1er janvier 2024, Vieux-Viel est catégorisée commune rurale à habitat dispersé, selon la nouvelle grille communale de densité à sept niveaux définie par l'Insee en 2022.
Elle est située hors unité urbaine et hors attraction des villes,.

### Occupation des sols
L'occupation des sols de la commune, telle qu'elle ressort de la base de données européenne d'occupation biophysique des sols Corine Land Cover (CLC), est marquée par l'importance des territoires agricoles (96,5 % en 2018), une proportion identique à celle de 1990 (96,5 %). La répartition détaillée en 2018 est la suivante : zones agricoles hétérogènes (39,8 %), terres arables (38 %), prairies (18,7 %), forêts (3,5 %). L'évolution de l'occupation des sols de la commune et de ses infrastructures peut être observée sur les différentes représentations cartographiques du territoire : la carte de Cassini (XVIIIe siècle), la carte d'état-major (1820-1866) et les cartes ou photos aériennes de l'IGN pour la période actuelle (1950 à aujourd'hui).

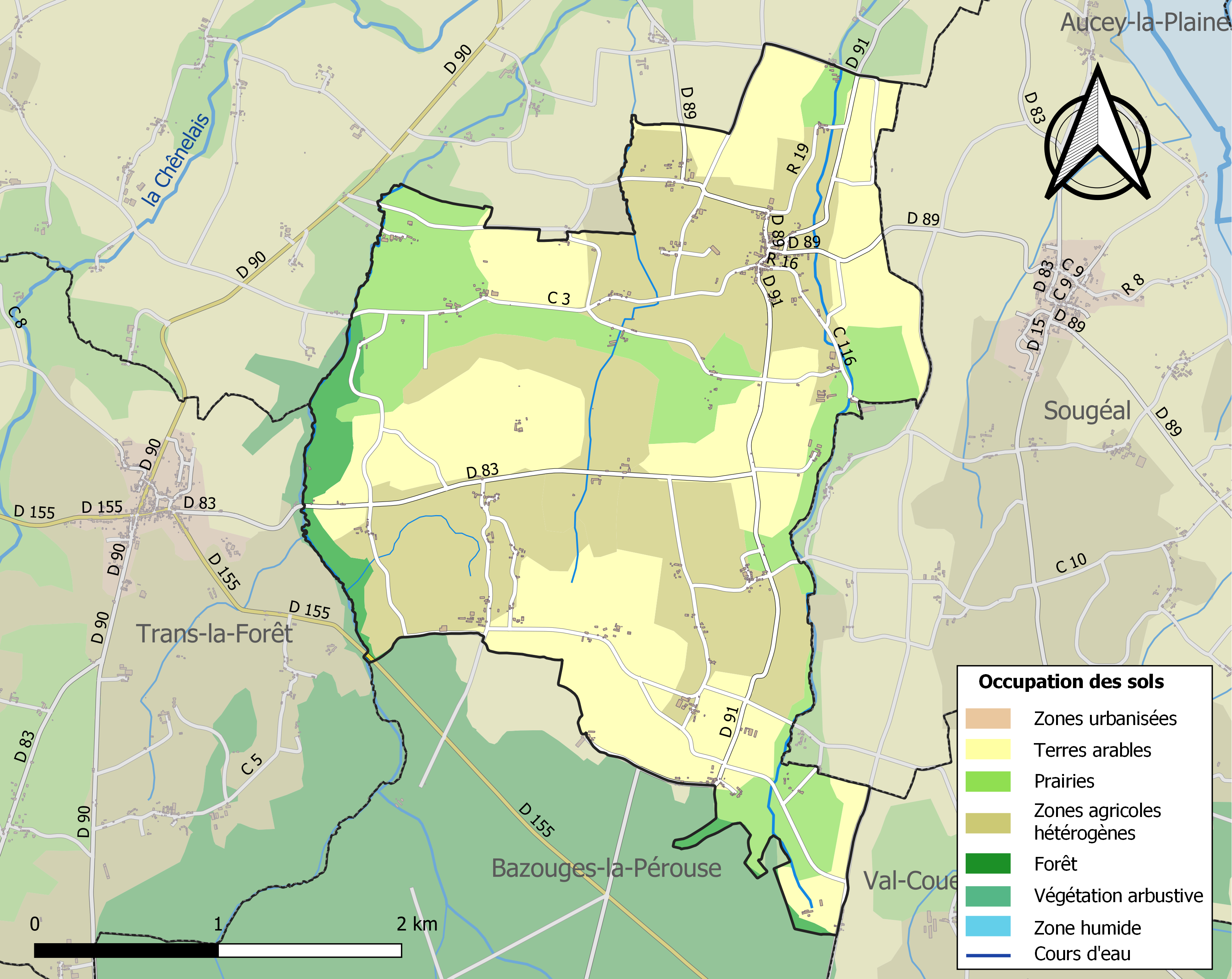
Carte des infrastructures et de l'occupation des sols de la commune en 2018 (CLC).

## Toponymie
Le nom de la localité est attesté sous les formes de Veteri Viello vers 1330 et de Veteri Vicello au XVe siècle.
Le toponyme est issu de l'adjectif de  la langue d'oil Vieil, vieux et du latin viculus, « petit village » signifiant le « vieux petit village ».
Le gentilé est Vieux-Viellois.

## Politique et administration

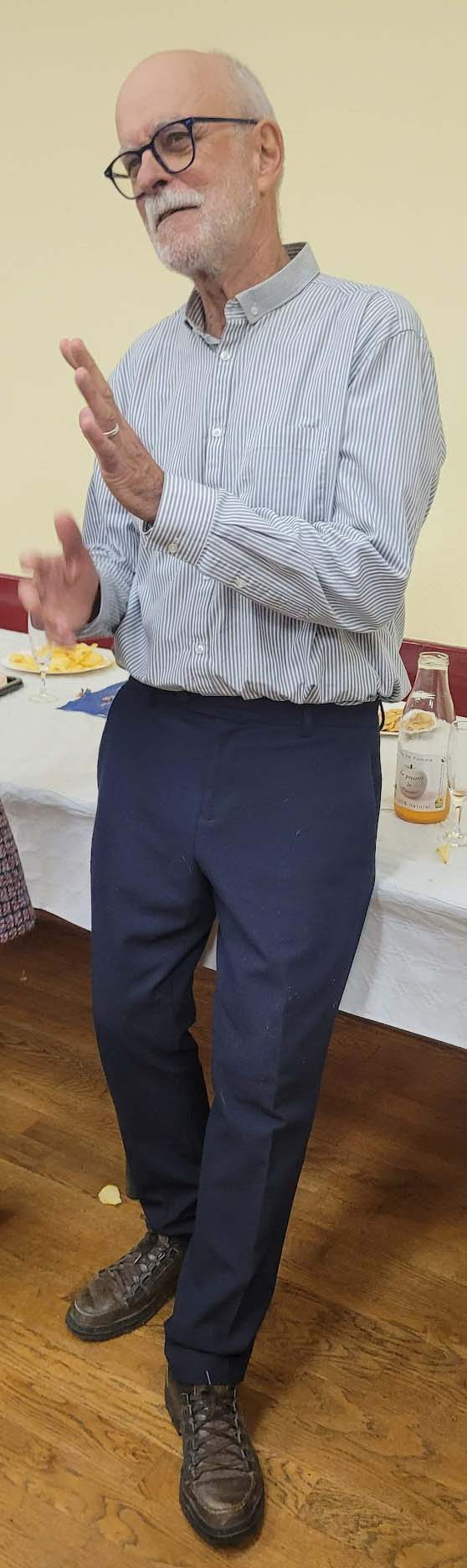
Gérard Dufeu, maire de Vieux-Viel

| Période                                  | Période                 | Identité                        | Étiquette | Qualité                                          |
| ---------------------------------------- | ----------------------- | ------------------------------- | --------- | ------------------------------------------------ |
| 1947                                     | ...                     | Émile Morel                     | Rad ind   |                                                  |
| 26 octobre 1952                          | 14 octobre 1979 (décès) | Ambroise Poincheval (1900-1979) |           | Commerçant retraité Chevalier du Mérite agricole |
| novembre 1979                            | juin 1995               | Emmanuel Artur de la Villarmois |           | Agriculteur, maire honoraire                     |
| juin 1995                                | 25 mai 2020             | Alain Roupie                    | DVD       | Agriculteur                                      |
| 25 mai 2020                              | En cours                | Gérard Dufeu                    | DVC       | Enseignant retraité                              |
| Les données manquantes sont à compléter. |                         |                                 |           |                                                  |

## Démographie
L'évolution du nombre d'habitants est connue à travers les recensements de la population effectués dans la commune depuis 1793. Pour les communes de moins de 10 000 habitants, une enquête de recensement portant sur toute la population est réalisée tous les cinq ans, les populations de référence des années intermédiaires étant quant à elles estimées par interpolation ou extrapolation. Pour la commune, le premier recensement exhaustif entrant dans le cadre du nouveau dispositif a été réalisé en 2008.
En 2022, la commune comptait 328 habitants, en évolution de +3,8 % par rapport à 2016 (Ille-et-Vilaine : +5,46 %, France hors Mayotte : +2,11 %).
| 1793 | 1800 | 1806 | 1821 | 1831 | 1836 | 1841 | 1846 | 1851 |
| ---- | ---- | ---- | ---- | ---- | ---- | ---- | ---- | ---- |
| 770  | 829  | 975  | 894  | 909  | 832  | 868  | 891  | 890  |

| 1856 | 1861 | 1866 | 1872 | 1876 | 1881 | 1886 | 1891 | 1896 |
| ---- | ---- | ---- | ---- | ---- | ---- | ---- | ---- | ---- |
| 875  | 876  | 848  | 816  | 808  | 825  | 796  | 721  | 724  |

| 1901 | 1906 | 1911 | 1921 | 1926 | 1931 | 1936 | 1946 | 1954 |
| ---- | ---- | ---- | ---- | ---- | ---- | ---- | ---- | ---- |
| 710  | 688  | 717  | 620  | 599  | 591  | 572  | 518  | 486  |

| 1962 | 1968 | 1975 | 1982 | 1990 | 1999 | 2006 | 2008 | 2013 |
| ---- | ---- | ---- | ---- | ---- | ---- | ---- | ---- | ---- |
| 476  | 429  | 396  | 346  | 323  | 275  | 286  | 289  | 319  |

| 2018 | 2022 | - | - | - | - | - | - | - |
| ---- | ---- | - | - | - | - | - | - | - |
| 314  | 328  | - | - | - | - | - | - | - |

## Lieux et monuments
- Église Saint-Martin-de-Tours.

L'église Saint-Martin-de-Tours.

- Pierre-Fichée : menhir daté du Néolithique.

## Héraldique
| Blason de Vieux-Viel | Blason  | D'hermine à deux chevrons versés de gueules accompagnés en chef d'un casque romain d'or. |
| Blason de Vieux-Viel | Détails | Créé par JF Binon. Adopté le 20 novembre 2014.                                           |